# Robert Oliveri
Robert Dane Oliveri (Los Ángeles, California, 28 de abril de 1978) es un actor estadounidense. Probablemente es más conocido en su papel como Nick Szalinski en Cariño, he encogido a los niños y su secuela Cariño, he agrandado al niño.

## Biografía
Robert nació como Robert Phillips el 28 de abril de 1978, hijo de Rob Phillips y Patricia Meegan. Es el segundo hijo de cuatro hermanos y una hermana. Comenzó actuando en las series de televisión Friday the 13th: The Series y Monsters. Luego apareció junto a Rick Moranis, Amy O'Neill y Marcia Strassman en el éxito Cariño, he encogido a los niños y su secuela Cariño, he agrandado al niño. Su única otra actuación notable en una película fue en Eduardo Manostijeras (1990) como Kevin Boggs el Hermano de Kim y eventualmente amigo de Edward. También actuó en una película de Ciencia ficción en 3-D para Walt Disney World llamada Querida, encogí a la audiencia. Al igual que su coestrella de Querida, Amy O'Neill, Oliveri dejó la actuación tempranamente y no ha aparecido en ningún otro proyecto desde entonces.

## Carrera

### Televisión
- Supermom's Daughter - Paul (1987)
- Friday the 13th: The Series - Mike Carlson (1989)
- Ask Me Again - Young Nelson (1989)
- The Flockens - Danny Flocken (1990)
- Ralph S. Mouse - Ryan (1990)
- Monsters - Roy Barton (1990)

### Filmografía
- Cariño, he encogido a los niños - Nick Szalinski (1989)
- Eduardo Manostijeras - Kevin Boggs (1990)
- Cariño, he agrandado al niño - Nick Szalinski (1992)
- Cariño, he encogido al público - Nick Szalinski (1994)